# David Platt
David Andrew Platt (10. červen 1966, Chadderton) je bývalý anglický fotbalista. Hrával na pozici záložníka.
S anglickou fotbalovou reprezentací získal bronzovou medaili na mistrovství Evropy roku 1996. Hrál též na světovém šampionátu roku 1990, kde Angličané obsadili 4. místo, a na Euru 1992. Celkem za národní tým odehrál 62 utkání a vstřelil v nich 27 gólů.
S Juventusem Turín vyhrál v sezóně 1992/93 Pohár UEFA. S Arsenalem Londýn vyhrál v sezóně 1997/98 Premier League.
Roku 1990 byl v anketě Professional Footballers' Association vyhlášen nejlepším fotbalistou Anglie.
Po skončení hráčské kariéry se stal fotbalovým trenérem.